# 郑大林
郑大林（1908年—1968年），中国人民解放军将领、中国人民解放军开国少将。
曾任军事体育学校校长。1955年，授予中国人民解放军少将。